# Liste des cardinaux créés par Alexandre VI
Le pape Alexandre VI (1492-1503) a créé 43 cardinaux dans 10 consistoires.

## 31 août1492
- Juan de Borja Lanzol de Romaní, el mayor, neveu du pape, archevêque de Monreale

## 20 septembre1493
- Jean Bilhères de Lagraulas, O.S.B., évêque de Lombez, abbé du monastère de Saint-Denis
- Giovanni Antonio Sangiorgio, évêque d'Alexandrie
- Bernardino López de Carvajal, évêque de Cartagène
- Cesare Borgia, archevêque de Valence
- Giuliano Cesarini iuniore, protonotaire apostolique
- Domenico Grimani, protonotaire apostolique
- Alessandro Farnese, seniore, protonotaire apostolique (futur pape Paul III
- Bernardino Lunati, protonotaire apostolique
- Raymund Pérault, O.S.A., évêque de Gurk
- John Morton, archevêque de Canterbury
- Fryderyk Jagiellończyk, administrateur de Cracovie
- Ippolito I d'Este, administrateur de l'archidiocèse d'Esztergom.

## Mai 1494
- in pectore Louis d'Aragon

## 16 janvier 1495
- Guillaume Briçonnet

## 21 janvier 1495
- Philippe de Luxembourg

## 19 février 1496
- Juan López
- Bartolomé Martí
- Juan de Castro
- Juan de Borja Llançol de Romaní

## 17 septembre 1498
- Georges d'Amboise

## 20 mars 1500
- in pectore Diego Hurtado de Mendoza
- in pectore Amanieu d’Albret
- in pectore Pedro Luis de Borja Llançol de Romaní O.S.Io.Hieros.

## 28 septembre 1500
- in pectore Jaime Serra i Cau
- in pectore Pietro Isvalies
- in pectore Francisco de Borja
- in pectore Juan de Vera
- in pectore Ludovico Podocathor
- in pectore Antonio Trivulzio, seniore O.C.R.S.A.
- in pectore Giovanni Battista Ferrari
- in pectore Tamás Bakócz
- in pectore Marco Cornaro
- in pectore Gianstefano Ferrero

## 31 mai 1503
- in pectore Juan Castellar y de Borja
- in pectore Francisco de Remolins
- in pectore Francesco Soderini
- in pectore Melchior von Meckau
- in pectore Niccolò Fieschi
- in pectore Francisco Desprats
- in pectore Adriano di Castello
- in pectore Jaime de Casanova
- in pectore Francisco Lloris y de Borja